# Нурија Поздерац
Нурија Поздерац (Цазин, 15. јануар 1892 — Драгош-Седлo, код Тјентишта, 12. јун 1943) био је учитељ, политичар и сенатор Краљевине Југославије, учесник Народноослободилачке борбе и потпредседник Извршног одбора АВНОЈ-а.

## Биографија
Рођен је 15. јануара 1892. године у Цазину. Његов отац Мустафа-ага Поздерац, био је један од последњих ага Турског царства у Цазинској крајини.
Нурија је најпре био учитељ, а касније се почео бавити политиком. Био је члан Југословенске муслиманске организације (ЈМО). Године 1935. је на листи удружене опозиције изабран за народног посланика у Народној скупштини Краљевине Југославије из цазинског среза.
После окупације Југославије и стварања Независне Државе Хрватске (НДХ), 1941. године, није се мирио са усташком политиком убијања и протеривања Срба и Јевреја у Босни и Херцеговини. Од стране Џафер-бега Куленовића, председника ЈМО му је било понуђено место министра у Влади НДХ, али је то одбио. Током 1941. године повезао се са партизанима и прикључио се Народноослободилачком покрету (НОП). Као веома утицајна и позната личност међу народом Цазинске крајине 1942. године је био изабран за председника Народноослободилачког одбора (НОО) у Цазину. Био је учесник и на Првом заседању Антифашистичке скупштине народног ослобођења Југославије, одржаном 26. и 27. новембра у Бихаћу. На овом заседању је изабран за потпредседника Извршног одбора АВНОЈ-а.
Био је учесник Четврте непријатељске офанзиве познате као битка на Неретви, марта 1943. године. Током Пете непријатељске офанзиве познате као битка на Сутјесци, 8. јуна 1943. године био је рањен приликом бомбардовања у шуми код катуна Дужи на планинској висоравни Вучево, изнад Сутјеске. Неколико дана касније, 12. јуна 1943. године је од задобијених рана преминуо на Драгош-Седлу, за време покрета за Тјентиште.
За заслуге у Народноослободилачком рату Указом Председништва Антифашистичког већа народног ослобођења Југославије (АВНОЈ) постхумно је 25. септембра 1944. одликован Орденом народног ослобођења, а 26. јула 1945. Орденом заслуга за народ првог реда.
Његов гроб на Драгош седлу, који се налази у оквиру меморијалног комплекса Долина хероја у националном парку Сутјеска, био је веома посећено туристичко место, током постојања СФРЈ, које су посећивале бројне школске екскурзије и други посетиоци. Његова породична кућа у Цазину је марта 2009. године проглашена за национални споменик Босне и Херцеговине.
Меморијална установа за жртве и хероје холокауста „Јад Вашем“ из Израела је 2012. године Нурији и његовој супрузи Девлети постхумно доделила награду медаљу „Праведник међу народима“ и Повељу части јер су 1941. године спасили групу Јевреја, која је успела да побегне из транспорта за усташки концентрациони логор Јасеновац.

## Породица
Нурија и његова супруга Девлета, имали су осморо деце — четири сина и четири кћери. Заједно са Нуријом у тренутку смрти, био је његов син Сеад, који је тада био партизански борац, а касније лекар. Унук Нуријине ћерке Садете је Вук Јеремић, српски политичар и дипломата, бивши министар иностраних послова Републике Србије и бивши председник Генералне скупштине ОУН. Такође из бројне породице Поздерац, потекли су и браћа Хамдија и Хакија, који су обављали високе државне и партијске функције у СФРЈ и СР БиХ. Они су били деца Нуријиног рођеног брата Мехмеда Мехе.